# Guy Rucker
Guy Terrance Rucker (Inkster, 27 luglio 1977) è un ex cestista statunitense, professionista nella NBA, in Europa e in Asia.

## Carriera
Rucker è stato un cestista americano di ruolo ala grande che ha girato diversi paesi. Ha disputato 3 partite in NBA con i Golden State Warriors, senza segnare. Non troverà mai una sistemazione stabile e quindi concluderà la propria carriera nel 2005.